# Etnia tibetana
Los tibetanos son un pueblo que habita en el Tíbet y en las zonas circundantes. Son una de las 56 etnias reconocidas oficialmente en la República Popular China, aunque en términos antropológicos significan más que un grupo étnico.
Tras la intervención del Partido Comunista de China en el Tíbet, miles de tibetanos escaparon a países vecinos convirtiéndose en refugiados. Los países con mayor cantidad de refugiados tibetanos son India, Nepal y Bután (per cápita). Los tibetanos también son mayoría en la región india de Ladakh.

## Divisiones
Los tibetanos se dividen en diferentes grupos, que incluyen a los shangri, nachan y hor, que se dividen a su vez en 51 subtribus. Cada una de ellas mantiene una identidad cultural propia aunque relacionada con las demás.
Los tibetanos que habitan en la zona de la provincia de Kham son descendientes de los qiang aunque no se les considera parte de esta minoría. Los hor son descendientes de los mongoles.

## Idioma
En la lengua tibetana, las palabras acostumbran a ser monosilábicas aunque se les añade un sufijo que normalmente denomina si es masculino, femenino, plural, verbo, etc. El alfabeto tibetano proviene de la época del rey Songsten Gampo (siglo VII). Este rey (el que introdujo el budismo al Tíbet) envió un grupo de eruditos a la India para que estudiaran los textos budistas y los tradujeran a la lengua tibetana. Asimismo, estos eruditos debían estudiar detalladamente los alfabetos indios. Escogieron el brahmi y, modificándolo, se creó el alfabeto tibetano.

## Historia
Los orígenes de la etnia tibetana se remontan al periodo anterior al de la dinastía Qin cuando los ancestros de los tibetanos se instalaron en las orillas del río Brahmaputra. En general, se acepta la teoría de que los tibetanos comparten antecedentes genéticos con los mongoles. La tradición tibetana explica que sus propios orígenes están en el matrimonio entre la diosa Chenrezig y un ogro de las montañas.

## Cultura
La civilización tibetana tiene una cultura muy rica. Los festivales, como el de Losar (año nuevo tibetano), Xuedun, Linka y el Festival del Baño están profundamente arraigados con la religión aunque contienen también influencias externas. Cada tibetano toma parte del Festival del Baño tres veces durante su vida: al nacer, al casarse y al morir. Tradicionalmente se cree que la gente no tiene que bañarse, solo debe hacerlo en ocasiones realmente especiales.

### Arquitectura

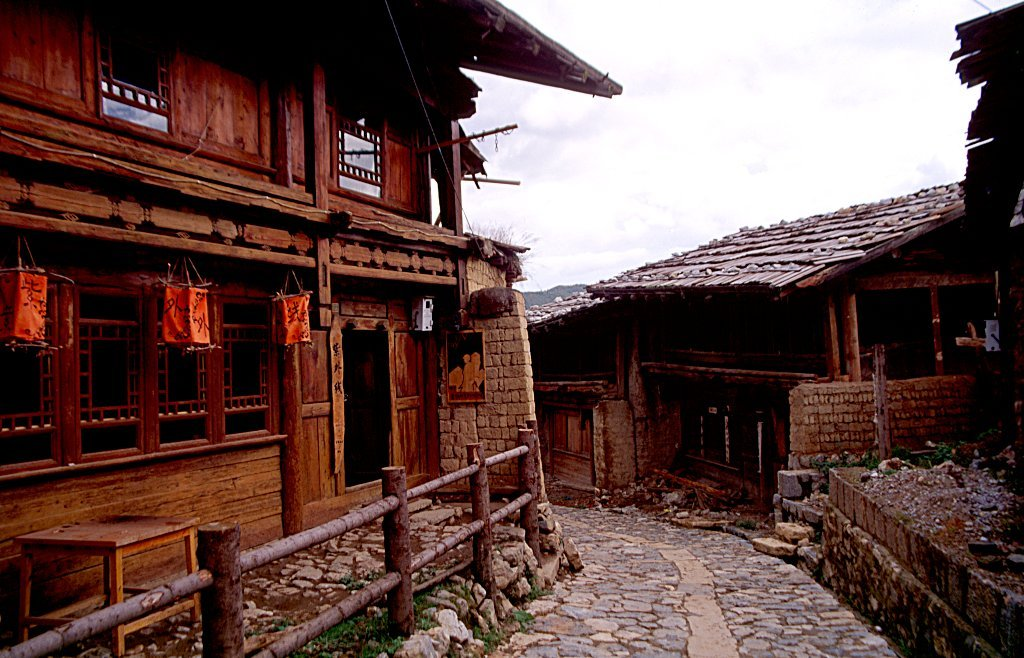
Casas tibetanas en la ciudad de Shangri-La (China).

La arquitectura tibetana contiene influencias chinas e indias y refleja la influencia del budismo. La rueda budista y dos dragones están presentes en numerosos edificios del Tíbet.
La mayor parte de los edificios y monasterios tibetanos están construidos elevados, y generalmente, son de piedra, madera, cemento y tierra.
El palacio de Potala es considerado el mejor ejemplo de arquitectura tibetana. Antigua residencia del dalái lama, contiene más de 10 000 templos, capillas y una importante colección de escrituras budistas.

### Costumbres
Muchos tibetanos llevan el pelo largo. Las mujeres suelen peinarse con dos trenzas, mientras que las más jóvenes lo hacen con una sola. Los hombres con pelo largo lo recogen en un moño alto, habitualmente envuelto en una tela roja que sirve como turbante. 
Debido al frío de la zona, las mujeres visten faldas y chaquetas de tela. Los hombres visten pantalones largos, acompañados a veces de una banda, y botas de piel.

## Religión
Comúnmente se confunde al budismo tibetano como una religión, lo cual es un enorme error. El budismo es, en realidad, un conjunto de filosofías de la vida, las cuales fácilmente se adaptan a diferentes métodos de enseñanza para facilitar su aprendizaje y transmisión, cosa que Siddhartha tomó en cuenta cuando comenzó a transmitir sus primeras enseñanzas. Con esto, se concluye que el budismo es, además de un camino de vida guiado por filosofías y conocimientos científicos (muchos de los cuales han sido apenas recientemente corroborados y validados), [cita requerida] una recopilación de la sabiduría de innumerables generaciones de seres humanos.
Los tibetanos suelen ser fieles a la religión bön, muy parecida a la filosofía budista. Existen también algunos grupos de musulmanes.
Los tibetanos creen en la reencarnación y realizan ceremonias religiosas especiales para el nacimiento y la muerte.
Durante la ceremonia del nacimiento, los familiares se reúnen para la celebración y el ritual. Se entregan regalos a los padres y al niño, que incluyen comida y ropa. Un lama está presente en esta ceremonia.
En la ceremonia de la muerte, a los tibetanos se les da un «entierro del cielo» que llevará el espíritu sano y salvo hasta el otro mundo. Primero, el cuerpo se envuelve en una tela blanca y se tiene en casa durante varios días. Los lamas visitan al difunto durante este periodo para ofrecer cánticos por su alma. El día del funeral, se traslada el cuerpo hasta el lugar del entierro; lamas, amigos y familiares acompañan al cadáver.
Los tibetanos creen que los cuervos ayudan al espíritu de los muertos a ascender (no existe un "cielo" en el budismo tibetano). Por esto, el cuerpo se deja abandonado, si los cuervos no devoran el cadáver por completo, se considera que el difunto fue un pecador, y no acumuló suficiente mérito por medio de buenas acciones (karma positivo) para alcanzar el despertar y poder reencarnar; debido a esto, la conciencia del difunto permanece en uno de los "infiernos" descritos en los textos budistas, los cuales son similares al concepto del purgatorio.